# Liste der denkmalgeschützten Objekte in Markt Neuhodis
Die Liste der denkmalgeschützten Objekte in Markt Neuhodis enthält die 7 denkmalgeschützten, unbeweglichen Objekte der Gemeinde Markt Neuhodis.

## Denkmäler
| Foto |                 | Denkmal                                                                    | Standort                                           | Beschreibung | Metadaten |
| ---- | --------------- | -------------------------------------------------------------------------- | -------------------------------------------------- | --- | --- |
| ja   | Datei hochladen | Kath. Filialkirche Zur Kreuzauffindung HERIS-ID: 12128 Objekt-ID: 8263     | bei Althodis 38 Standort KG: Althodis              | Die Filialkirche Althodis wurde 1965/66 erbaut und ist eine der ersten Kirchen des Burgenlandes, die gemäß den Grundgedanken und Liturgiereformen des II. Vatikanischen Konzils erbaut wurden. Es ist ein Zentralbau mit einem schlanken freistehenden Glockenturm.                                                                        | BDA-Hist.: Q38122686 Status: § 2a Stand der BDA-Liste: 2025-06-30 Name: Kath. Filialkirche Zur Kreuzauffindung GstNr.: 65/1 Filialkirche Zur Kreuzauffindung, Althodis            |
| ja   | Datei hochladen | Neues Kastell HERIS-ID: 12122 Objekt-ID: 8257                              | Markt Neuhodis 1 Standort KG: Neuhodis Markt       | Der zweigeschoßige Bau am östlichen Ortsrand stammt aus der 2. Hälfte des 18. Jahrhunderts und wurde nach 1879 umgebaut. Im Park stehen moderne Plastiken von Rudolf Kedl, in dessen Besitz das Schloss war. | BDA-Hist.: Q38122542 Status: Bescheid Stand der BDA-Liste: 2025-06-30 Name: Neues Kastell GstNr.: 212/1                                                                           |
| ja   | Datei hochladen | Evangelisches Schul- und Bethaus HERIS-ID: 12121 Objekt-ID: 8256           | Markt Neuhodis 155 Standort KG: Neuhodis Markt     | Das Gebäude wurde in seiner heutigen Form im Jahr 1870 errichtet, ein hölzerner Turm wurde 1930 durch den heutigen ersetzt. | BDA-Hist.: Q38122533 Status: § 2a Stand der BDA-Liste: 2025-06-30 Name: Evangelisches Schul- und Bethaus GstNr.: 167 Evangelisches Schul- und Bethaus (Markt Neuhodis)            |
| ja   | Datei hochladen | Florianikapelle HERIS-ID: 12125 Objekt-ID: 8260                            | bei Markt Neuhodis 239 Standort KG: Neuhodis Markt | Die Kapelle am östlichen Ortsausgang stammt aus der 2. Hälfte des 18. Jahrhunderts. | BDA-Hist.: Q38122626 Status: Bescheid Stand der BDA-Liste: 2025-06-30 Name: Florianikapelle GstNr.: 2595/2                                                                        |
| ja   | Datei hochladen | Kath. Filialkirche hl. Johannes der Täufer HERIS-ID: 12119 Objekt-ID: 8254 | Standort KG: Neuhodis Markt                        | Die Kirche wurde um 1780 unter Verwendung älterer Bausubstanz erbaut. Sie ist ein langer einschiffiger Bau mit gleichbreitem Chor und einem vorgestellten Turm. Das Hochaltarbild ist eine Kopie der Taufe Christi von Guido Reni. | BDA-Hist.: Q20640566 Status: § 2a Stand der BDA-Liste: 2025-06-30 Name: Kath. Filialkirche hl. Johannes der Täufer GstNr.: 1 Filialkirche hl. Johannes der Täufer, Markt Neuhodis |
| ja   | Datei hochladen | Kath. Pfarr- und Wallfahrtskirche Dürnbach HERIS-ID: 12357 Objekt-ID: 8495 | gegenüber Dürnbach 194 Standort KG: Neuhodis Markt | Die Kirche wurde 1781–1783 als Wallfahrtskirche gebaut. Sie liegt am Rande des Ortes Dürnbach, aber bereits auf Neuhodiser Gemeindegebiet. Das Langhaus der Saalkirche weist drei Gurtbögen und einen eingezogenen Chor auf, der vorgezogene Südturm wird von einem Zwiebelhelm bekrönt. Das Hochaltarbild stammt von Stephan Dorfmeister. | BDA-Hist.: Q20640436 Status: § 2a Stand der BDA-Liste: 2025-06-30 Name: Kath. Pfarr- und Wallfahrtskirche Dürnbach GstNr.: 3965 Mariä Himmelfahrt in Dürnbach                     |
| ja   | Datei hochladen | Friedhof christlich HERIS-ID: 12358 Objekt-ID: 8496                        | nördlich Dürnbach 194 Standort KG: Neuhodis Markt  | Der Friedhof umgibt die Pfarrkirche. In seine Mauer sind Kapellen mit den Kreuzwegstationen aus dem 18. Jahrhundert integriert. | BDA-Hist.: Q38128301 Status: § 2a Stand der BDA-Liste: 2025-06-30 Name: Friedhof christlich GstNr.: 3965 Friedhof Dürnbach                                                        |